# 汪荣宝

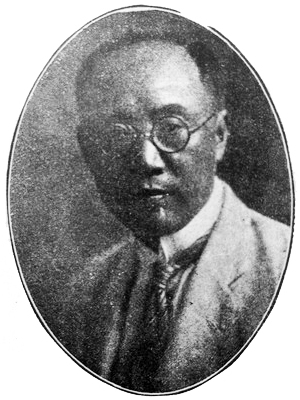

汪荣宝（1878年—1933年6月），字衮甫，一字太玄，江苏吴县人，清朝及中华民国政治人物，中华民国外交官。

## 生平
1878年，汪荣宝生於江蘇吳縣，其父汪鳳瀛曾任長沙府知府。五歲發蒙，中貢生參加朝考，在兵部任七品官。1900年，入南洋公學為師範生。次年赴日本留学，就读于早稻田大学和慶應義塾大學，歸國後参加译书汇编社，任教于京师大学堂。1908年，任民政部右参议，後升任左參議，兼職於法律修訂館和憲政編查館，與李家駒起草《欽定憲法大綱》。1910年，任资政院敕選議員，次年任宪法协纂大臣。
中华民国成立后改任中华民国临时参议院议员，后又任众议院议员，并加入进步党，又被选任为宪法起草委员会委员。1914年初，国会解散，受任中华民国驻比利时公使，8月，欧战爆发，比利时流亡政府迁至法国，汪荣宝即無所事事。1915年7月6日，袁世凯委任他和杨度、梁启超等10人为宪法起草委员，他便从欧洲回国。1919年，出任驻瑞士公使。1922年，调任中华民国驻日本公使。1931年万宝山事件后离职，在任时间长达十年，是驻日时间最长的中国公使。回国后，任陆海空军副司令部行营参议、外交委员会委员长。1933年于北平逝世。

## 家庭
其父汪凤瀛曾为清末张之洞幕僚、袁世凯总统府顾问，汪荣宝为其长子。夫人黃君卣, 其妹黃君舆嫁於孫潤宇。
汪荣宝與夫人共育有五子（延熙、懋熙、孝熙、绩熙、重熙），二女（長女至熙，次女靜熙) 。
汪榮寶子嗣及姻親在民國外交系統深耕，其中長子汪延熙 (1897-1950，字子長，英文名Raymond, 為外交官陳籙長婿)、三子汪孝熙、四子汪绩熙（又名公紀，英文名Charles ,1909-2000。夫人任永溫(1914-2010), 岳父任家豐為清末名臣任道鎔曾孫)皆为中華民國外交官。長女汪至熙嫁於外交官鄭壽恩（字叔平），為中華民國駐毛里求斯首位領事（1943-1950）。